# Xian Dongmei
Xian Dongmei (en chino: 冼東妹; Sihui, 15 de septiembre de 1975) es una deportista china que compitió en judo.
Participó en dos Juegos Olímpicos, Atenas 2004 y Pekín 2008, obteniendo una medalla de oro en cada edición, ambas en la categoría de –52 kg. En los Juegos Asiáticos de 2002 consiguió una medalla de plata.
Ganó tres medallas en el Campeonato Asiático de Judo entre los años 1993 y 2004.

## Palmarés internacional
| Juegos Olímpicos    | Juegos Olímpicos      | Juegos Olímpicos  | Juegos Olímpicos |
| Año                 | Lugar                 | Medalla           | Categoría        |
| ------------------- | --------------------- | ----------------- | ---------------- |
| 2004                | Atenas (Grecia)       | Medalla de oro    | –52 kg           |
| 2008                | Pekín (China)         | Medalla de oro    | –52 kg           |
| Juegos Asiáticos    |                       |                   |                  |
| Año                 | Lugar                 | Medalla           | Categoría        |
| 2002                | Busan (Corea del Sur) | Medalla de plata  | –52 kg           |
| Campeonato Asiático |                       |                   |                  |
| Año                 | Lugar                 | Medalla           | Categoría        |
| 1993                | Macao (Portugal)      | Medalla de bronce | –52 kg           |
| 1995                | Nueva Delhi (India)   | Medalla de plata  | –52 kg           |
| 2004                | Almatý (Kazajistán)   | Medalla de plata  | –52 kg           |